# زایپهوزها

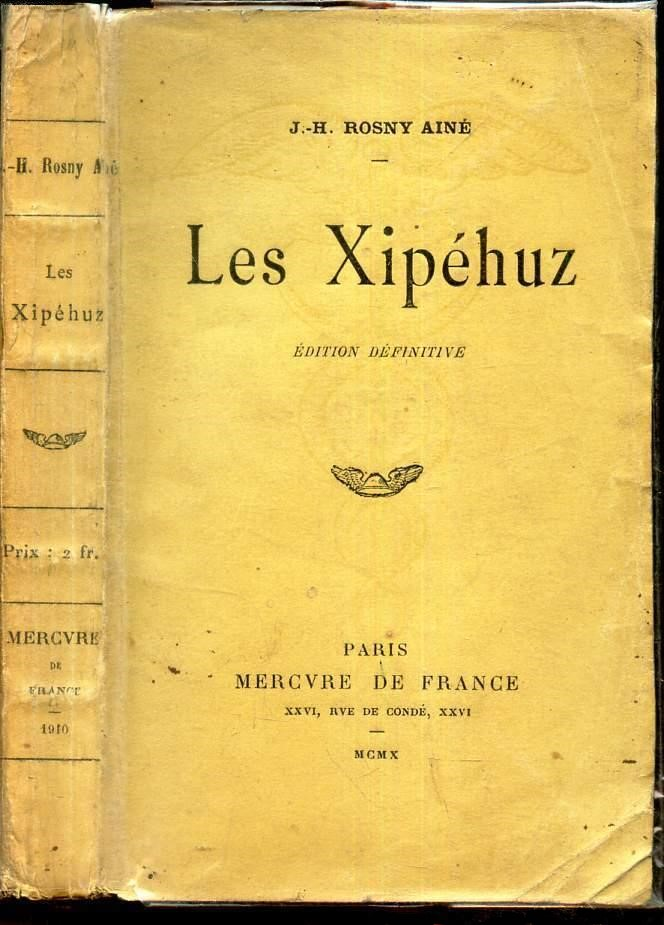
چاپ ۱۹۱۰ مرکور دو فرانس

زایپهوزها (۱۸۸۸) یک رمان کوتاه از زوج نویسندهٔ جی.-اچ. رُزنی است – هرچند ممکن است جی.-اچ. رُزنی بزرگ مشارکت‌کنندهٔ اصلی بوده باشد. این اثر نبردی را توصیف می‌کند که در آغاز تاریخ، بشریت را در برابر گونه‌ای غیرآلی از حیات هوشمند، زایپهوزها، که نوعی بلور حساس هستند، تهدید می‌کند. این نخستین اثر اوست که در دوران پیشاتاریخ می‌گذرد و همچنین نخستین داستان علمی–تخیلی اوست، هرچند این اصطلاح هنوز وجود نداشت.

## داستان
روایت از دو بخش تشکیل شده‌است. بخش نخست، توصیفی در سوم‌شخص از برخوردهای قبایل نوسنگی با زایپهوزهاست که منجر به مرگ‌های فراوانی با سلاح‌ها و نیروهای اسرارآمیز می‌شود. سپس نشست‌هایی میان طایفه‌ها و قبایل، قربانی‌های آیینی و گردآوری ارتشی شکل می‌گیرد که به‌دست زایپهوزها شکست می‌خورد.
بخش دوم، خاطرات مرد دانایی به نام باخون است که زایپهوزها را از دور مشاهده می‌کند و سپس با احتیاط به آن‌ها نزدیک می‌شود تا عادات و آسیب‌پذیری‌هایشان را کشف کند. با وجود این‌که چندین‌بار تا آستانهٔ مرگ پیش می‌رود، درمی‌یابد که چگونه می‌توان هر زایپهوز را کشت و چگونه می‌توان بر آن‌ها غلبه کرد. سپس او جنگ فرسایشی را توصیف می‌کند که در آن هزاران جنگجو زایپهوزها را محاصره کرده و شمارشان را که به هزاران رسیده‌است کاهش می‌دهند، و بسیاری از مردان را فدای کشتن تعداد بیشتری از زایپهوزها می‌کنند. در پایان، جنگل محل زندگی زایپهوزها نابود می‌شود.

## زایپهوزها

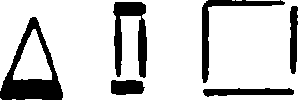
برخی نقش‌هایی که زایپهوزها برای ارتباط استفاده می‌کردند

زایپهوزها موجوداتی معدنی هستند که می‌توانند شکل خود را تغییر دهند: مخروط، استوانه، منشور. آن‌ها با لغزیدن بر زمین حرکت می‌کنند. باخون دریافت که آن‌ها موجودات هوشمندی هستند که توانایی احساس نسبت به یکدیگر دارند و فانی‌اند. در پایهٔ بدنشان ستاره‌ای درخشان وجود دارد که پرتویی را ساطع می‌کند و با آن انسان‌ها را می‌کشند و همچنین برای ارتباط با یکدیگر از آن استفاده می‌کنند و بر روی بدن همدیگر شکل‌هایی رسم می‌کنند. باخون همچنین دریافت که این ستاره نقطهٔ ضعف آن‌هاست.

## تحلیل
برخی مفسران معاصر، تحت تأثیر نوشته‌های بعدی، زایپهوزها را موجودات فرازمینی دانسته‌اند. با این حال این تفسیری متأخر است: به همان اندازه ممکن است صرفاً شکلی از شاخهٔ تکاملی دیگری غیرآلی از حیات باشد. نویسندگان هیچ اطلاعات اضافی ارائه نمی‌دهند و صرفاً به وجود این هوش غیرآلی و تعامل آن با انسان‌های نوسنگی اشاره می‌کنند. شکلی از حیات غیرآلی بر روی زمین (بدون دلالت فرازمینی) نیز در اثر دیگری از رُزنی بزرگ، مرگ زمین، توصیف شده‌است.
این متن گاهی به‌عنوان نخستین داستان واقعی علمی–تخیلی در نظر گرفته شده‌است. ژاک ون هرپ می‌نویسد: «پیش از رُزنی، علمی–تخیلی وجود نداشت. تنها نوعی ادبیات نزدیک وجود داشت: علمی–تخیلی اجتماعی... هرگز رویداد یا شکلی از حیات خلاف آنچه می‌توانستیم بفهمیم وجود نداشت، چرا که علمی–تخیلی واقعی تنها زمانی پدید آمد که نویسنده‌ای "یک علم جدید اختراع" کرد.» خود جی.اچ. رُزنی بزرگ گفت: «من تنها کسی در فرانسه هستم که با "زایپهوزها"، چیزی تازه و شگفت‌انگیز داده‌ام، یعنی چیزی فراتر از انسانیت.»

## تأثیرات
در دههٔ ۱۹۸۰، نام زایپهوزها برای نام‌گذاری یک تمدن بیگانه در دنیای بازی نقش‌آفرینی فرانسوی امپراتوری کهکشانی استفاده شد.

## نسخه‌ها
- ۱۸۸۸، آلبرت ساوین، پاریس[۴]

## ترجمه‌ها
- انگلیسی:
  - اشکال، ترجمهٔ دیمون نایت، در صد سال علمی–تخیلی، به‌کوشش دیمون نایت، (سایمون و شوستر، ۱۹۶۸).
  - زایپهوزها، ترجمهٔ برایان استیبل‌فورد، ۲۰۱۰، شابک ‎۹۷۸−۱−۹۳۵۵۵۸−۳۵−۴
- آلمانی: دی زایپهوز
  - اثر مایکل و کورنلیا رومف، ۱۹۷۸
  - اثر آنجلا فون هاگن، ۱۹۸۳
- روسی: Ксипехузы، اثر آرکادی مارکوویچ گریگوریف، ۱۹۶۷